# Царёва мечеть
Царёва мече́ть (босн. Careva Džamija, тур. Hünkâr Camii) — самая старая мечеть в Сараеве, Босния и Герцеговина. Мечеть назвали в честь султана Сулеймана I.

## История
Впервые была построена в 1462 году при султане Мураде II, который прославился своим благочестием, справедливостью и гуманностью. Во время его правления в Османской империи было возведено много дворцов, мечетей, мостов, школ и т. д.
В 1480 году мечеть сгорела, когда сербский деспот Вук Бранкович спалил Сараево дотла. В 1527 году, в годы правления Сулеймана I (Сулеймана Великолепного), мечеть была отстроена заново. В честь Сулеймана I мечеть и назвали Царёвой.
В мечети располагалась религиозная школа (медресе), проводились общие собрания горожан (маджлисы), а также здесь давали приют странникам и паломникам.

## Архитектура
Архитектура Царёвой мечети практически не отличается от архитектуры других мечетей, построенных в тот период времени. Прямоугольный двор примыкает к молитвенному залу с куполообразной крышей. К основному зданию пристроен высокий минарет, с которого муэдзин призывает мусульман к молитве. Перед входом в мечеть место для совершения ритуального омовения (абдестхан). На полу разостланы ковры.
Женщины молятся отдельно от мужчин. Мечеть открыта для посетителей, кроме времени молитвы.